# Maříž (zámek)
Zbytky zámku Maříž se nalézají na východním okraji vsi Maříž, která je místní části Slavonic. Bývalý zámek vybudoval na místě tehdy stávající tvrze Matyáš Jindřich Butz z Rolsperku v roce 1717. Kolem zámečku se rozprostíral rozsáhlý park s několika rybníky. V roce 1900 měl celý alodiální statek se zámečkem, dvorem, škrobárnou, mlýnem a pilou rozlohu 229,92 ha. Posledním majitelem byl Josef Miesler, který na zámku se svou ženou provozoval penzion. Z celého zámeckého areálu se zachovala jen nepatrná část obvodové zdi západního křídla s klenutým sklepením. Nedaleko zámečku stávala u lesa hájovna a později lovecký zámeček (Baron Offermann´sches Jagdschloss), využívaný ve 30. letech jako prázdninová osada pro děti a mládež.

## Nejstarší historie

### Vladykové z Maříže
Mařížská tvrz je poprvé písemně připomínána 22. ledna roku 1372, kdy moravský markrabě Jan udělil tvrz a panství jako zeměpanské léno bratrům Oldřichovi a Ješkovi z Olešné. Tehdejší panství mělo vynášet 22 hřiven ročně. Oldřich z Olešné (rodu erbu kola) je zmíněn už roku 1370 jako purkrabí markrabského hradu Červený Hrádek u Dačic. Synem Oldřicha byl zřejmě Václav z Maříže, manžel Geruše z Radkova (neteře Jakuba z Oponešic). V roce 1414 udělil král Václav IV. ves v léno Oldřichovi z Maříže. Další list Ladislava Pohrobka připomíná Maříž v roce 1454.

### Páni z Řečice
Ves získali do své držby roku 1494 Kadalicové z Řečice (Bohuslav, Jan a Václav), kterým ji propustil z léna toho roku král Vladislav Jagellonský.

### Marie Anna Kořenská z Terešova
V roce 1607 prodal Jan z Řečice (Johann von Rötschitz) tvrz a ves Maříž paní Marii Anně (Marianě) Kořenské z Terešova († 1607), dceři Mikuláše (Niklase) Kořenského z Terešova († 1572) a jeho manželky Anny, rozené Krokvicarové z Nové Vsi. Marie Anna byla provdána poprvé za Kašpara Koňase z Vydří a podruhé za Václava Hrubčického z Čechtína († 1603), majitele panství sezením na Budkově. Budkovské zboží připadlo Zuzaně Kaltnhovce z Malejova, vdově po Adamu Arnoštovi Hrubčickém († 1610), která se opětovně provdala za Zdeňka z Roupova. Nová majitelka Maříže záhy zemřela a tak Maříž zdědili její bratři Jošt († 1615) a Adam († 1610) Kořenský z Terešova.

### Volf Eitzing, Jan Ryder a Arnošt Stockhorner
Bratři Jošt a Adam Kořenští z Terešova v roce 1610 prodali Maříž protestantovi Volfovi Eitzingovi svobodnému pánovi z Eitzingu (Wolf Eyczing Freiherr von Eynczing) sezením na Schrattenthalu, rakouskému císařskému dědičnému komořímu. První jeho manželkou byla Margaretha von Dörr. S druhou chotí svobodnou paní Kateřinou (Katharina Freiin von Breuner) počal tři děti. Panství zdědil jejich syn Filip Kryštof (Philipp Christoph), s kterým rod v roce 1620 vymřel. V roce 1612 Filip Kryštof svobodný pán z Eitzingu přenechal Maříž znojemskému občanovi Janu Ryderovi (Hans Rieder von Riedern). V roce 1616 zastával Jan Ryder post starosty a v roce 1621 byl krátce radním († 4. březen 1921). Už v roce 1613 Maříž prodal za 12 000 zlatých protestantovi Arnoštu Stockhornerovi sezením na Vratěníně (Ernest von Stockhorner auf Frating). Arnošt získal v roce 1621 též statek Bohušice (Bauschitz) na panství Jaroměřice. V roce 1623 byly oba statky majiteli Arnoštu Stockhornerovi ze Storejnu za účast na Českém stavovském povstání konfiskovány.

## Období pobělohorské
Konfiskovaný majetek získávali dvořané a důstojníci blízcí císařskému dvoru. Tak tomu bylo také v případě Maříže, kterou získal c. k. podplukovník Peter von Kral (k. k. Obristlieutenant Peter von Kral).
Dne 23. prosince 1630 prodal Maříž za 9 000 zlatých c. k. kapitánovi Jakubovi Zinnovi rytíři z Zinnenburku  (k. k. Hauptmann Jakob Zinn Ritter von Zinnenburg). Rod Zinnů pocházel z Tyrolska. Bratří Johann, Anton, Peter a Jakob byli v roce 1584 povýšeni do rytířského stavu a jediný Jakob obdržel český inkolát. V roce 1674 Maříž zdědil jeho jediný syn Jan František Zinna rytíř z Zinnenburku (Johann Franz Zinn Ritter von Zinnenburg).
Dne 19. února 1683 koupil od Jana Františka M. za 24 000 zlatých Otta Rudolf hrabě ze Schaumburka a jeho žena Kateřině. V roce 1693 se dostal do držení Johanna Rudolfa Goldmüllera z Goldensteinu, který o rok později odprodal u Mohelnice svůj statek Studená Loučka (německy Kaltenlautsch) Albrechtovi Bukůvkovi z Bukůvky (Bukuwky von Bukuwka).
V letech 1702–1710 držel Maříž Jan Jiří Hausperský svobodný pán z Fanálu (Johann Georg Hauspersky Freiherr von Fanal) sezením na Rosicích, syn Jiřího Ruprechta Hausperského svobodné pána z Fanálu (Georg Rupert Hauspersky Freiherr von Fanal). V roce 1668 se stal jeho otec zemským prokurátorem v Brně, o pár let později získal místo zemského tajemníka, za což jej císař Leopold I. v roce 1686 povýšil do starého rytířského stavu. Získal značné jmění a v roce 1684 panství Rosice. Před smrtí byl povýšen do šlechtického stavu svobodného pána. Synovi Janovi Jiřímu též koupil statek Maříž.
Dne 30. září 1710 Maříž od zemského soudu vydražil královský rada a člen Moravského zemského sněmu Maximilian svobodný pán Želecký z Počenic (Zieletzky von Poczenitz), který ji už 1. listopadu 1713 odprodal hejtmanovi na panstvích olomouckého biskupství Mírov a Svitavy Johannu Rudolfovi Komínkovi z Engelshausenu a ten Maříž obratem přenechal za 18 000 zlatých rýnských Matyášovi Jindřichovi Butzovi z Rolsbergu.

## Období od 17. do 19. století

### Butzové z Rolsbergu 1713–1790
Matyáš Jindřich Butz z Rolsperku (20. ledna 1673 Slavonice; 20. srpna 1748 Maříž) svobodný pán a císařský poštmistr, majitel statků Kostelní Vydří a Borovná, přikoupil Maříž v roce 1713 za 16 000 zlatých a v roce 1717 nechal zdejší tvrz přestavět na barokní zámeček. Jeho chotí byla Elisabeth Margaretha von und zu Goldegg und Lindenburg (1674–1753). Po otcově smrti mařížské panství zdědil nejstarší syn Franz Josef, který ale v následujícím roce zemřel a zděděné statky přešly na druhého staršího syna Herrmanna Antona a po něm na jeho syna Maximiliana, hejtmana olomouckého kraje (r. 1780 postavena vrchnostenská sýpka). Ten panství 30. prosince 1790 odprodal krajskému komisaři Johannu Baptistovi svobodnému pánu von Madrowsky a zakoupil u Opavy zámek Litultovice.

### Ruppové von Ehrenstrohm 1793–1823
Dne 26. srpna 1793 se novým majitelem stal hejtman olomouckého kraje Johann Ignaz Rupp von Ehrenströhm (finského původu), který nechal v roce 1817 z vděčnosti po těžkých hladových letech postavit ve vsi kapli zasvěcenou Panně Marii Pomocnici křesťanů (Capelle zu Mariahilf in Maires). V roce 1816 odkázal statek svým 4 dětem: Wilhelm, Franz, Anna Maria (provdaná Wittek) a Karolina. V roce 1818 statek od svých sourozenců odkoupil jejich bratr Franz Rupp von Ehrenströhm, který v roce 1820 zřídil ve vsi manufakturní přádelnu bavlny (k. k. priv. Baumwollengespunstfabrik des Herrn von Ehrenström zu Maires). Franz Rupp von Ehrenströhm se také zasloužil o výsadbu ovocných stromů na panství a rozvoj ovocnářství. Zemřel ve Vídni v roce 1875 a ve své závěti odkázal 20 000 zlatých na zřízení chudobince ve Slavonicích, finančně pamatoval též na farní slavonický kostel i na chudé v obcích Maříž a Chvaletín.
Od něj pak alodiální statek Maříž 6. října 1823 získal královský bavorský komoří Franz Ritter von Leon (za jeho panování r. 1826 postaven krmný chlév pro dobytek). Dne 13. června 1840 koupila mařížské panství baronka Berta von Erben (rozená Bertha Angelica von Turowsky), která se po smrti manžela podruhé provdala za Julia von Zerboni di Sposetti. V roce 1842 nabídla správa statku do několikaletého pachtu v roce 1841 nově zřízenou palírnu, ve které se při spotřebě 60–80 dolnorakouských brambor na den pálil 35–36 procentní alkohol. K palírně patřily též stáje pro výkrm 60 býků, byt pro pachtýře a komora pro uskladnění sena a slámy. Pacht činil 500 zlatých ročně a stejně vysoká byla i předem k zaplacení stanovená kauce.
Gubernium předkládá dekret dvorské kanceláře č. 27.688, že ovdovělé svobodné paní Erbenové a nyní nově provdané Zerbonové di Sposeti nelze upírati drženi statku Maříže, panu Zerbonovi di Sposetti se povoluje na tři léta schopnost držeti polovici tohoto statku.
Jednání sněmů moravských v letech 1835-1848
V roce 1845 vyhlásil c. k. fiskální úřad pro Moravu a Slezsko v Brně na statek Maříž v majetku Ferdinanda Bischoff-Widdersteina veřejnou dražbu. Vyvolávací cena byla odhadnuta na 61 097 zlatých a 5 krejcarů. Statek pravděpodobně získal JUDr. Johann Dwořaček, dvorní a soudní advokát, dvorní válečný advokát ve Vídni, rytíř ruského Řádu sv. Anny, který je jako majitel statku uveden v roce 1847, 1854, 1857 a 1864.

## Rakousko-Uhersko

### Václav Welz – Leo Stangler
Dalším majitelem byl Václav Welz (zmíněn poprvé r. 1874), narozený 8. října 1828 v Dobré Vodě (Malčín). Jeho manželkou byla Anežka, rozená Richlá (* 1834, † 1917). Z manželství pošly děti: dcery Milada (provdaná za Lea rytíře von Stangler, pozdějšího velkostatkáře v Maříži), Adéla (provdaná za Kamila rytíře von Stangler, velkostatkáře a zemského poslance v Horce) a Tekla (provdaná za JUDr. Arnošta Weinfurtera, advokáta v Praze), synové Arnošt (knížecí Schwarzenberský hospodářský úředník ve Skočicích) a Prokop (c. a k. poručík v Košici).
Hospodářský asistent prakticky vzdělaný, solidní, české i německé řeči mocný ihned se přijme na větším hospodářství. Honorář vedle úplného zaopatření dle spůsobilosti. Žádosti do 14. duboa t. r. správa velkostatku Mayres u Slavonic (Zlabings) na Moravě.
Národní listy, 29.3.1878
V roce 1880 koupil statek od Václava Welze za 115 000 florinů Leo rytíř von Stangler, syn košetického velkostatkáře a poslance Říšské rady (Reichstagsabgeordneten) Josefa Stanglera, který se oženil s jeho nejstarší dcerou Miladou Welzovou. Celková rozloha panství činila 229,92 ha. Hospodářskou správu vedl ve vlastní režii sám majitel osobně, o lesní revír se staral jeden revírník (Bernhard Virsik). Pěstovala se pšenice, žito, brambory, krmná řepa, ječmen, oves, červený a bílý jetel. Vedle zemědělského a lesního hospodářství patřil ke statku stále mlýn s pilou a škrobárna.

### Offermann-Schindler
V roce 1898 zakoupila statek Maříž Helena Maria Adolfina svobodná paní von Offermann-Schindler (14. prosinec 1854 Řečkovice; 5. září 1914 Vídeň). Helena byla dcerou Antona Theodora Schindlera, viceprezidenta akciového cukrovaru v Doloplazech. Po rozvodu (pravděpodobně 1881/82) s prvním manželem rytířem Vladimírem Zhorským ze Zhořze a z Kronberka († 5. listopad 1893), který po svém otci zdědil statek Petrovice a Krašovice se svobodným Hořichovským dvorem, se Helena 12. prosince 1895 podruhé provdala za Iwana svobodného pána von Offermanna (1847 Brno; 1922 Brno), poručíka v záloze a nejstaršího syna brněnského textilního podnikatele Karla von Offermanna. Svatba se konala v katolickém kostele v Budíně (Ofen). Iwan von Offermann žil ve Vídni a živil se chovem dostihových koní. Otec mu v závěti odkázal peněžitou náhradu a doživotní rentu, textilní výrobu po zemřelém otci vedli jeho bratři Karl, Alfred a Edwin.
V roce 1899 činila celková rozloha alodiálního statku Maříž 229,92 ha; z toho bylo 130,74 ha polí; 29,50 ha luk; 1,41 ha zahrad; 63,67 ha lesa a 4,60 ha rybníků. Ve vlastní režii statku byl provozován mlýn, pila, škrobárna. Palírna se nacházela již mimo provoz. Správcem lesa na statku byl Emanuel Schnurpfeil.
Pronájem.

Panství Maříž náležející hospodářské dvory a mlýnský dvůr, spravované dosud ve vlastní režii, s polnostmi o rozloze 700 měřic a loukami o rozloze 140 měřic společně s obytnými a hospodářskými budovami budou od 1. ledna 1900 na 12 po sobě jdoucích let nabídnuty do pachtu. Nabídky zasílejte na Správu panství svobodné paní Heleny von Offermann v Maříži, pošta Slavonice na Moravě, kde jsou také k nahlédnutí podrobnější podmínky pachtu.
Wiener Landwirtschaftliche Zeitung, 10. leden 1900, s. 8
Baronka Helene Offermann-Schindler byla ceněna jako ušlechtilá dobrodinka a obětavá ochránkyně nemocných a chudých. Její umělecké cítění se odrazilo v samotné přestavbě zámku, který nechala kompletně zrekonstruovat a rozšířit v novogotickém stylu spolu s novou zámeckou kaplí. Paní baronka žila po většinu času ve Vídni a zámeček využívala jako letní sídlo. Statek držela až do své smrti v roce 1914, kdy jej zdědil její manžel Iwan svobodný pán von Offermann.
V roce 1912 měl statek celkovou rozlohu 302,92 ha; z toho 130,74 ha polí; 20,50 ha luk; 5,41 ha zahrad; 129,67 ha lesa; 16,60 ha rybníků (bez započtení rustikál půdy na území Dolního Rakouska). Správu lesního revíru zajišťoval lesník Emanuel Schnurpfeil se 3 myslivci. O zahrady se staral jeden zahradník. Celé hospodářství na Moravě a v Dolním Rakousku měli v pachtu bratři Ladislav a Josef Chromeczkovi ze Slavonic. Louky a rybníky spravovala majitelka ve vlastní režii. V provozu byl stále mlýn s pilou, ale škrobárna s palírnou stály mimo provoz.

### Alois Löbenstein a spol.

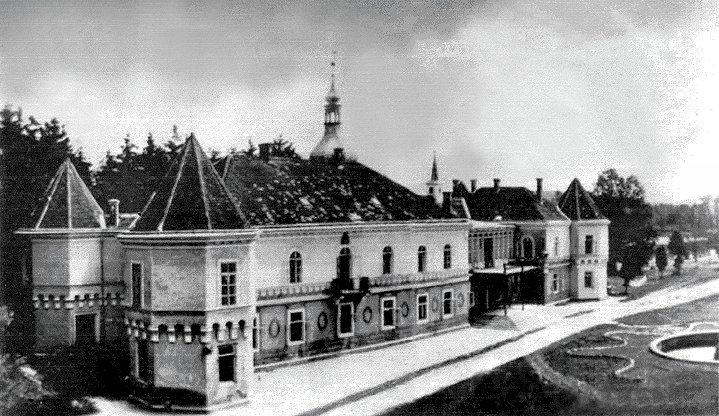
Zámek po přestavbě v novogotickém stylu s vykáceným zámeckým parkem

Po smrti baronky Heleny Offermann-Schindler se velkostatek dostal do držení hraběte Františka Dobřenského, který jej obratem prodal (na začátku roku 1915) Aloisi Löbensteinovi a spol.  (sdružení židovských uprchlíků z Bukoviny) za 530 000 korun. Celý park a lesy mařížského statku o výměře asi 130 hektarů byly vykáceny, údajně pro dodávky ministerstvu obrany. Ve své době toto jednání vzbudilo značnou nevoli a pobouření nejen místních, ale i příslušných úřadů. Událost vzbudila velké pohoršení a vykácením celého lesa se zabývaly též ochranářské časopisy „Der Naturfreund” (Milovník přírody) a „Blätter für Naturkunde und Naturschutz Niederösterreichs” (Listy pro přírodovědu a ochranu přírody Dolního Rakouska). Hospodářské dvory na moravské straně a v Dolním Rakousku drželi v pachtu stále bratři Chromečkové.
Není tomu dávno, co proběhla denními listy zpráva, že velkostatek Maříž na Slavonicku koupila společnost haličských uprchlíků za 500.000 K. Haličští židé věděli si ihned rady. Začali kácet lesy, patřící ke dvorům, a když jim okresní hejtmanství vyslalo na dvorce lesní inspekci, která se odvolávala na lesní zákon — začali prostě kácet tím intensivněji, neboť si opatřili dodávky pro ministerstvo války. Za vykácené lesy ztržili ohromné peníze. Také stelivo, při jeho nedostatku, prodali za velké sumy chovatelům dobytka a okolním lidem. Když takto stáhli peníze, prodali velkostatek jiné haličské společnosti za 1,500.000 K, čili kromě stržených peněz za vydrancovaný les vydělali ještě obratem ruky 1 milion korun.
Večer, 24.10.1917, Praha

### Schulim a Jetti Schreyerovi
Společnost Alois Löbenstein a spol. po vykácení veškeré lesní plochy mařížský statek prodala židovskému uprchlíkovi z Haliče za cenu 1,5 mil. korun a to průmyslníku Schreyerovi (1856 Drohobycz, Halič; 1. srpna 1920).

## První československá republika

### Schulim a Jetti Schreyerovi
Dne 23. prosince 1918 vyslalo vojenské komando ze Slavonic posádku, která měla střežit hranice, přičemž 36 mužů bylo umístěno v Maříži, 12 v Kadolci a 14 v Léštnici. Velitel posádky byl ubytován na zámku, ostatní na statcích u sedláků.
Vzhledem k tomu, že kaple Panny Marie Pomocné přišla o svůj zvon během válečného rekvírování, nechali majitelé velkostatku manželé Schulim a Jetti Schreyerovi na své náklady vyrobit u slévárenské firmy Hiller a synové z Brna zvon nový. Zvon o průměru 56 cm vysvětil farář Martin Červinka ze Slavonic 11. března 1920. Zvon nesl nápis: Věnováno od S. J. Schreyer.
Inž. Jan Chromeček oznamuje jménem sourozenců všem známým úmrtí drahé maměnky Marie Chromečkové roz. Bělařové. Usnula 20. března v Maříži u Slavonic v 64. roce a pohřbena bude 25. března v Beňově u Přerova.
Venkov, 23.03.1920

### Josef und Resi Miesler

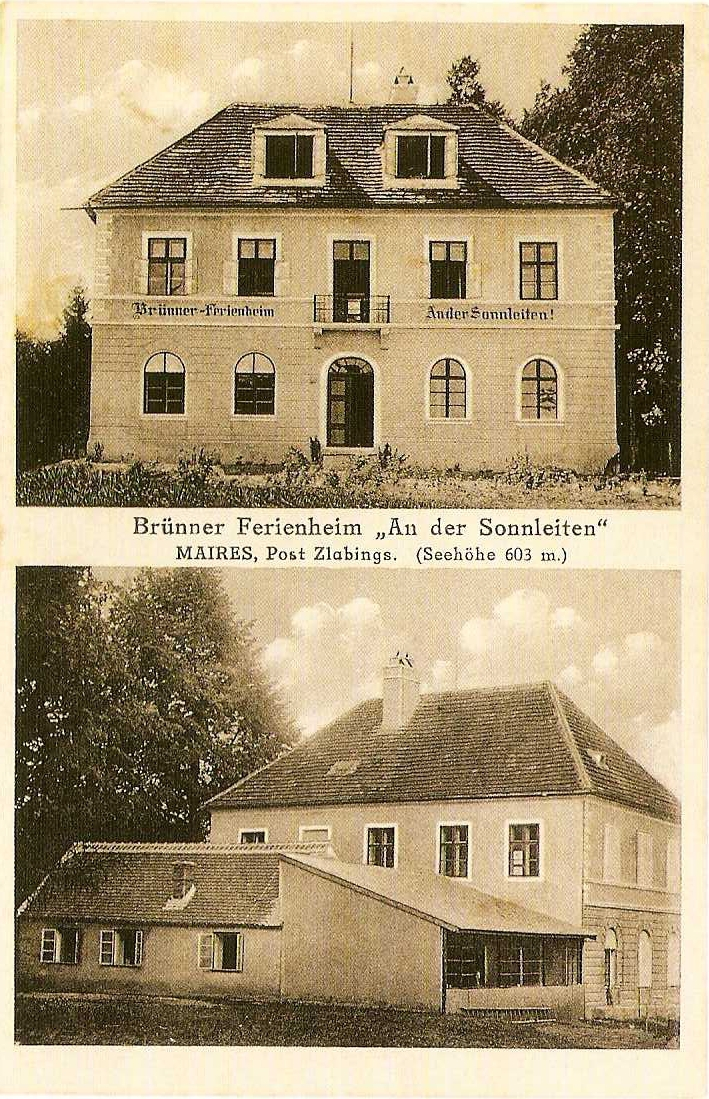
Lovecký zámeček, prázdninová osada německé Zemské komise pro ochranu dětí a mládeže z Brna (Deutsche Landeskommission für Kinderschutz und Jugendfürsorge)

Průmyslník Schreyer v srpnu 1920 zemřel († 1. srpna 1920).
Po rozdělení velkostatku, kdy část hospodářství zůstala na rakouské straně, a se začínající pozemkovou reformou ani bratři Chromečkové propachtované hospodaření neudrželi. Velkostatek (zámek s parkem a dvorem) byl v roce 1922 odprodán Josefu Mieslerovi ze severních Čech.
Zámek pak sloužil jako penzion (Pension Schloss Maires, Josef und Resi Miesler) a jeho lovecký zámeček využívala německá Zemská komise pro ochranu dětí a mládeže z Brna (Deutsche Landeskommission für Kinderschutz und Jugendfürsorge) jako prázdninovou osadu.
Penzion zámek Maříž, pošta a vlakové nádraží Slavonice, nádherné místo ve zdravé zalesněné oblasti, rybníky vhodné pro gondoly a koupání, velký park, vzdálený 25 minut od vlakového nádraží. Vlastní doprava, bohaté a dobré stravování, pro jednu osobu na den 30 Kč. Adresovat J. a R. Miesler, zámek Maříž, pošta Slavonice, Jižní Morava
Prager Tagblatt, 31. srpen 1926

## Říšská župa Dolní Podunají
Po odstoupení pohraničí připadla obec pod Říšskou župu Dolní Podunají a podle vzoru Znojma byla v prosinci 1938 zřízena obec Groß-Zlabings (Velké Slavonice), do které byla Maříž i se statkem začleněna. Dnem 1. dubna 1940 vstoupila v župě Dolní Podunají v platnost Říšská pracovní služba ženské mládeže (Reichsarbeitsdienst der weiblichen Jugend, RADwJ). Hlavnímu úřadu ve Vídni podléhalo 5 RAD-skupin (RAD Gruppenstelle): Eisenstadt, Baden, Waidhofen an der Thaya, Stein an der Donau a Gmünd a ohlašovny (Meldeamt) ve městech: Melk, Zwettl, Kremže, St. Pölten, Baden, Vídeňské Nové Město a Znojmo. Skupinové vedoucí (RAD Gruppenführerin), zpravidla rekrutované ze Staré říše (Altreich), pak měly tyto tábory na povel. Samotné RAD-tábory vedly po absolvování dvouměsíčního kurzu placené vedoucí (Führerinnen) ve věku 23–25 let.
Na podzim roku 1942 jsem byla opět převelena. Tentokrát do překrásného tábora: na zámku Maříž ve Waldviertlu, osm kilometrů od Slavonic. Zámek byl obklopen krásným parkem a uprostřed něj se rozkládal rybník s kapry. K zámku patřilo také hospodářství. Statek byl od zámku vzdálen dva kilometry. K mé velké radosti se ve stájích nacházel jeden jezdecký kůň. Správce statku mi sdělil, že ostatní koně zabavil Wehrmacht.
Antonia Zöllner, Mädchen in RAD-Uniform (překlad autobiografie)

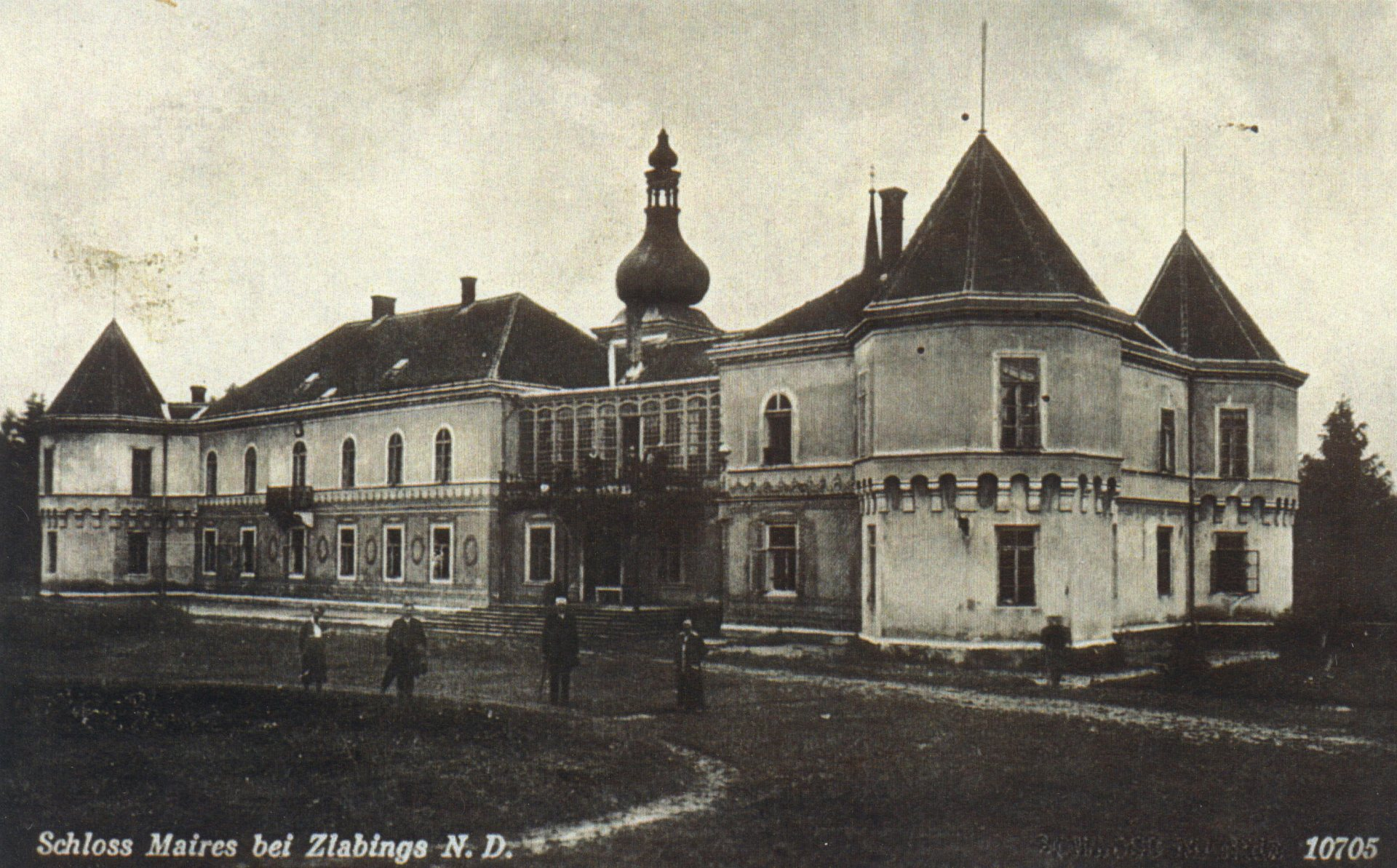
Zámek Maříž, Říšská župa Dolní Podunají (Niederdonau)

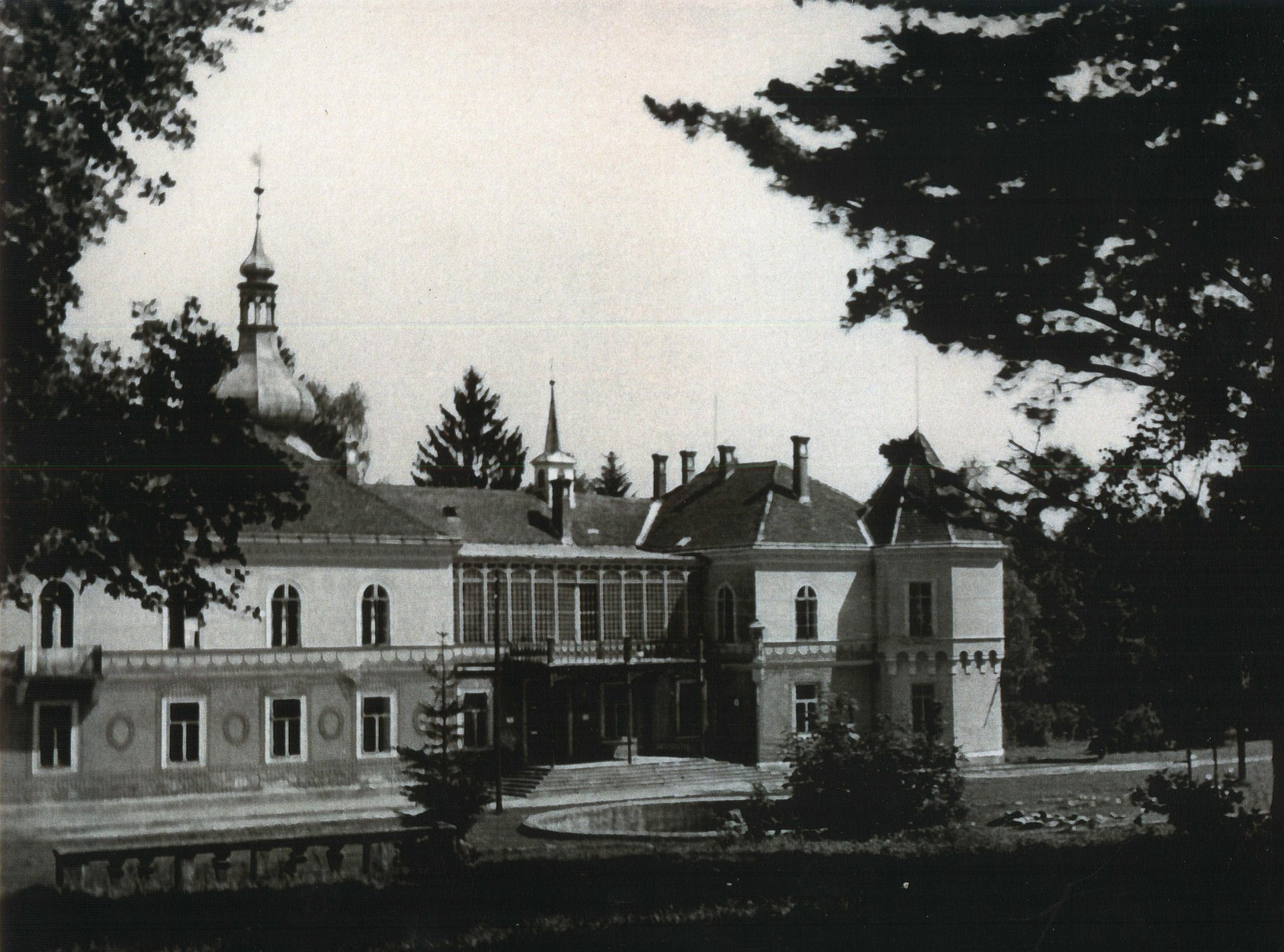
Zámek Maříž, snad mezi lety 1935–1942

S budováním dívčích RAD-táborů se započalo hned s vyhlášením na podzim roku 1939, ale na jižní Moravě se celá akce rozběhla až na jaře v roce 1940. Tábor Říšské pracovní služby ženské mládeže se nacházel též v mařížském zámeckém areálu. Dívky (Maiden) vykonávaly po dobu půl roku (v turnusech jaro–podzim, podzim–jaro) povinnou pracovní službu na statcích, v domácnostech rodin s mnoha dětmi nebo v mateřských školách. V Maříži byly přiděleny na počet přibližně 50 až 60 dívek 3 vedoucí, které se též střídaly a přecházely do dalších táborů. V turnusu od října 1942 do začátku dubna 1943 se jednalo o dívky z ročníku 1924, kterým bylo měsíc před ukončením služby oznámeno nařízení o válečné pomocné službě (Kriegshilfsdienst). Děvčata po ukončení služby na začátku dubna 1943 odjela na povolenou osmidenní dovolenou a po ní v civilu nastoupila na další půlrok jako průvodčí ve veřejné dopravě, protiletadlové pomocnice (Flakhelferinnen) nebo pomocné dělnice do muničního či zbrojního průmyslu. V roce 1944 byl v bývalé myslivně zřízen pracovní tábor (im Lager Jägerhaus Maires) pro maďarské židovské obyvatelstvo, které bylo nasazováno na práci v polesí pod lesní správou v Janově (Reichsdomäne Johannistal).

## Třetí československá republika a Československá socialistická republika
Začátek konce znamenala pro zámek doba po druhé světové válce, kdy původní německé obyvatelstvo bylo vysídleno. Nejprve se v zámku usídlila Rudá armáda, která jej opustila v září roku 1945. Zámek se statkem připadl jako německý konfiskát Ministerstvu zemědělství. Na základě projeveného zájmu jej ministerstvo přidělilo MNV, který zámek využíval pro kulturní účely. Vzhledem k velkým ubytovacím možnostem měla o zámek zájem také Okresní nemocenská-pojišťovna v Dačicích a přípravná komise pro znárodnění slavonických oděvních podniků Pallas Artis, Siemens a Majer.
Zámek v Maříži ozdravovnou. V jihozápadním cípu okresu dačického, nedaleko hraničního trojrozmezí česko-moravsko-rakouského je položena Maříž. К této malé obci, která nemá jiných zvláštností, patří také krásný zámek. Svým vnějším vzhledem, vzornou úpravou, vnitřním uspořádáním, jakož i překrásným nejbližším okolím zapůsobil na každého, kdo zavítal do těchto míst. Okr. nemocenská-pojišťovna v Dačicích chce nyní v zámku Maříži zřídit pro své pojištěnce ozdravovnu.
Kladivo a srp, 27.06.1946
 Po Prostějovu - Slavonice městem oděvů...Tři největší tovární objekty a sice Pallas Artis, Siemens a Majer budou sloučeny a znárodněny. V továrnách, kde pracuje nyní na 100 lidí, může být zaměstnáno 1000 zaměstnanců. — Komise prohlédla si i nedalekou obec Maříž, kde hodlá zříditi stálou ozdravovnu pro všechny zaměstnance čsl. oděvního průmyslu.
Jiskra, 22.9.1946
Po únoru 1948 následovala socializace zemědělství, nejprve zřízení JZD Slavonice a JZD Maříž. Tím započalo období devastace zámku, došlo k probourání střechy v zámecké kapli, ve které si JZD zřídila garážování zemědělské techniky a skladiště hnojiv. Od roku 1951 probíhalo budování železné opony a už roce 1955 se zámek stal ruinou. Na fotografii z roku 1963 se severní část zámku nacházela v dezolátním stavu a jižní křídlo neexistovalo. Obě JZD byla spolu s JZD Mutišov a JZD Vlastkovec v rámci delimitace v roce 1965 přidělena Státnímu statku Nová Bystřice. Zbytky zámku byly v 80. letech propůjčeny francouzským filmařům s vědomím, že v rámci filmu budou odstřeleny, čímž došlo k jeho úplné likvidaci. Před sametovou revolucí se ještě buldozerem demolovala věž zámku. Dnes z něho zbývají jen zbytky zdí jednoho z křídel, které jsou neudržované. Zámecký park je částečně obnovován, dochovala se také nádrž kašny před zámkem.

## Zajímavosti
Dne 4. září 1891 se konaly u rakouského Hornu císařské vojenské manévry, kterých se za velkých ovací účastnili: císař František Josef I. v generálské polní uniformě, německý císař Vilém II. Pruský ve stejnokroji svého rakouského husarského pluku, král Albert I. Saský v uniformě plukovníka svého rakouského dragounského pluku a princ Jiří I. Saský ve stejnokroji svého rakouského pluku pěchoty, arciknížata Karel Ludvík a František Ferdinand d'Este, vévoda Würtenberský, doprovázeni družinou ministrů a generálů. Po jedné hodině odpoledne byly manévry přerušeny a oba císaři se odebrali do Švarcenavy. Ministr hrabě Gustav Kálnoky a říšský kancléř Leo von Caprivi pak odjeli z Hornu přes Švarcenavu na zámek do Maříže, kde po zbytek dne vedli jednání.

## Ochrana a revitalizace Mařížského parku
Od roku 2007 spolupracovala malá skupina obyvatel na práci pro ochranu a záchranu přírodních a kulturních hodnot lokality Mařížského zámku a parku. Jejich spolupráci zaštítilo sdružení Slavonická renesanční společnost. V pracovní skupině pro Mařížský park spolupracovali nejen členové sdružení, ale i lidé, kterým nebyl osud tohoto krásného místa lhostejný.
Dobrovolníci pracovali pro tuto lokalitu „Mařížský park“, realizovali různé aktivity pro její obnovu, například: výstavy, společné sečení, instalaci lavičky pro milence. Zároveň připravili projekt „Evropský park Bavorsko – Čechy“ ve spolupráci se zástupci města Bogen a město Slavonice jej pak přijalo za svůj projekt, v němž dobrovolnická práce hrála významnou roli, při jeho přípravě, realizaci i udržitelnosti.
V roce 2012 občané spolupracující na ochraně přírodních a kulturních hodnot Mařížského  parku zakládají sdružení. To pak dále spolupracuje na udržitelnosti nejen projektu revitalizace parku, ale pokračuje ve své předchozí činnosti, kterou je i prosazování a naplňování udržitelného rozvoje Slavonicka, protože „Mařížský park“ je součástí slavonické krajiny. Její poškozování, například průjezdem kamionů po otevření hraničního přechodu Slavonice-Fratres, není tedy ani v zájmu lokality parku. Členové sdružení ihned organizují aktivity, které iniciovaly zahájení jednání mezi městem Slavonice a Jihočeským krajem o řešení problémů zatížení krajiny a Slavonic průjezdem kamionů, a následně jsou majiteli komunikací realizovány postupně opatření pro řešení těchto problémů. Více informací naleznete na www.mariz-park.cz.
Revitalizace Mařížského parku je spojená se založením nového městského parku v partnerském bavorském městě Bogenu, probíhala v období od jara 2010 do léta 2012, té předcházely přípravné práce v letech 2009–2010. Oba parky tvoří společný veřejný prostor Evropský park Bavorsko – Čechy. Založení sdružení „Mařížský park, o. s.” 27.6.2012 a podepsání „Partnerské smlouvy“ potvrzuje význam spolupráce měst i dobrovolníků na realizaci revitalizace parku v Maříži i na vytvoření nového městského parku v Bogenu.
Příkladem přínosu činnosti členů sdružení po ukončení projektu je například: " V rámci Víkendu otevřených zahrad v neděli 10. června 2018 prezentace obnovené studny, odkryté a vyčištěné na podzim roku 2017. Členové spolku, zajistili finanční prostředky i celkovou realizaci projektu "Obnovy studny v Maříži", včetně umělecké mříže s obrovským pavoukem, který vytvořil kovář Jan Skuhra, dle návrhu výtvarnice Isabeli Fárové. Projekt realizovaný spolkem Mařížský park,z.s. „Obnova studny v Maříži“ podpořili Asociace Fóra dárců, soukromí dárci i město Slavonice. V parku stojí též socha Malého Bogenbergu a naopak v Bogenu boží muka, dle návrhu dobrovolnické pracovní skupiny, kopírující objekt v obci Mutná, který je součástí historických muk na Slavonicku.